# Reichardtswerben
Reichardtswerben è un ex-comune tedesco di 1 266 abitanti, situato nel land della Sassonia-Anhalt.
Dal 1º settembre 2010 è stato accorpato alla città di Weißenfels.